# Punt calent d'Islàndia

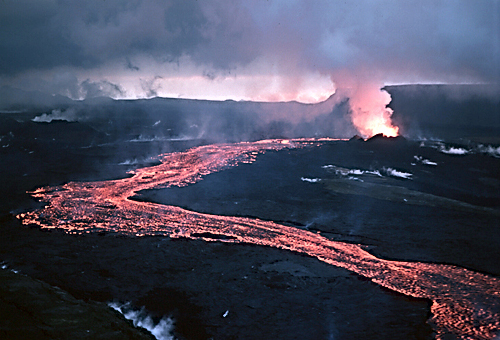
Erupció al Krafla el 1984.

Àrees volcàniques actives i sistemes a Islàndia.

El punt calent d'Islàndia és un punt calent, que és en part responsable de l'alta activitat volcànica que ha format l'illa d'Islàndia.

## Descripció
Islàndia és una de les regions volcàniques més actives del món, on hi ha erupcions aproximadament cada tres anys de mitjana (al segle xx va haver-hi 39 erupcions volcàniques pròximes a Islàndia). Al voltant d'un terç de les laves basàltiques aflorades en la història s'han produït per les erupcions d'Islàndia. Erupcions notables han inclòs la d'Eldgjá, una fissura del volcà Katla en 934 (la major erupció basàltica del món mai presenciada), Laki en 1783 (la segona més gran del món) i diverses erupcions sota el casquet glacial que han generat col·lapses glacials devastadors (el més recent en 2010 després de l'erupció de l'Eyjafjallajökull).
La ubicació d'Islàndia, a cavall sobre la dorsal mesoatlàntica, on les plaques d'Euràsia i Amèrica del Nord s'estan separant, és en part responsable d'aquesta intensa activitat volcànica, però cal una causa addicional per a explicar per què Islàndia és una illa important, mentre que la resta de la serralada en la seva majoria es compon de muntanyes submarines, amb pics sota el nivell del mar.
A més de ser una regió on la temperatura del mantell terrestre és més alta que al mantell circumdant, també es pensa que té una major concentració d'aigua. La presència d'aigua al magma redueix la temperatura de fusió, i això també pot tenir un paper en l'augment del vulcanisme islandès.

## Teories sobre les causes
Està en discussió si el punt calent és causat per un plomall de mantell profund o s'origina molt més superficialment.
Alguns geòlegs han qüestionat si el punt calent d'Islàndia té el mateix origen que altres punts calents, com el punt calent de Hawaii. Si bé la cadena d'illes de Hawaii i els monts submarins de l'Emperador mostren una pista volcànica en temps progressiu clar, causat pel moviment de la Placa del Pacífic sobre el punt calent de Hawaii, aquesta pista no es pot veure a Islàndia.
Es proposa que la línia entre els volcans Grímsvötn i Surtsey mostra el moviment de la placa euroasiàtica i la línia entre el volcà Grímsvötn i el cinturó volcànic de Snæfellsnes mostra el moviment de la placa nord-americana.

### Teoria del plomall de mantell
Es creu que hi ha un plomall de mantell subjacent a Islàndia, i el punt calent és la seva expressió en superfície. Això augmenta el vulcanisme causat per la separació de les plaques, al centre de l'illa i en la cresta de Reykjanes, al sud-oest de la principal zona volcànica d'Islàndia. El plomall es pensa que és força estret, potser de 100 km de diàmetre, i s'estén fins a almenys 400-650 km per sota de la superfície de la Terra, i, possiblement, fins al límit entre el nucli i el mantell.
Els estudis suggereixen que el punt calent és només entre 50 i 100°C més calent que els seus voltants, i que aquesta diferència pot no ser suficient per a explicar la flotabilitat del plomall.
També es suggereix que la manca d'una pista en temps progressiu és deguda al fet que el plomall pot haver estat situat sota la gruixuda massa continental de Groenlàndia durant un temps significatiu.